# Газопровод «Восток — Запад»
Газопровод «Восток — Запад» — общегосударственный проект развития газотранспортной инфраструктуры Туркменистана, реализация которого началась в 2010 году. Газопровод предполагает объединение основных газовых месторождений страны, расположенных на востоке страны, с западными районами и Каспийским морем для возможности создания замкнутой газотранспортной системы Туркменистана и транзита значительных объёмов газа как в восточном, так и в западном направлениях. Заказчиком строительства и подрядчиком проекта стоимостью 2,5 миллиарда долларов выступил государственный госконцерн «Туркменгаз».
В декабре 2015 года собственными силами Туркменистан торжественно ввёл в строй магистральный газопровод «Восток-Запад».

## Характеристики
Пропускная способность газовой магистрали составляет 30 миллиардов кубометров в год, длина — 733 км. Диаметр труб газопровода 1420 миллиметров. Газопровод берет начало у газокомпрессорной станции «Шатлык» в Марыйском регионе и затем, пересекая на запад территорию Марыйского и Ахалского велаятов, ведет к газокомпрессорной станции «Белек» в Балканском велаяте .
Стоимость проекта составляет более двух миллиардов долларов США.

## Маршрут газопровода
Маршрут пройдет по территории Туркменистана с востока от месторождений Довлетабад и Южный Иолотань до Каспийского моря.
В состав газопровода войдут семь газокомпрессорных станций. Газопровод соединит месторождения в восточной части страны с побережьем. Путь газопровода проходит от газокомпрессорной станции «Шатлык» газотранспортной магистрали Довлетабад—Дерялык до газокомпрессорной станции «Белек 1» на берегу Каспия.

## Финансирование строительства
Весной 2009 года Туркменистан объявил международный тендер на строительство газопровода, в котором участвовали более 70 иностранных компаний, в том числе российская фирма «Итера», однако тендер не был завершен: госконцерн «Туркменгаз» решил строить газопровод «Восток — Запад» собственными силами. Стоимость проекта составит порядка 2 млрд долларов, строительство будет вестись за счет средств «Туркменгаза». Газопровод был успешно сдан в декабре 2015 года с полной готовностью к эксплуатации .

## История
Решение о строительстве газопровода было принято правительством Туркменистана. 21 мая 2010 года на заседании Кабинета министров Туркменистана государственные концерны «Туркменгаз» и «Туркменнебитгазгурлушык» были утверждены в качестве исполнителей проекта строительства.
Торжественная церемония сварки первого стыка газопровода состоялась на газокомпрессорной станции «Шатлык», находящейся в 90 км от месторождения «Южный Елетен — Осман», 30 мая 2010 года. Торжественное открытие строительства газопровода «Восток — Запад» во время поездки в Марыйский велаят произвёл президент Туркменистана Гурбангулы Бердымухамедов.
В декабре 2011 года руководством Туркменистана было принято решении о закупке оборудования для строительства газопровода в России.
В апреле 2012 года было сообщено о постройке первых 40 километров будущего газопровода.
В декабре 2015 года Туркменистан завершил строительство газопровода, который может быть использован для поставок в ЕС.
12 августа 2018 года в казахском Актау главами пяти прикаспийских стран (Азербайджан, Иран, Казахстан, Россия и Туркменистан) была подписана "Конвенция о правовом статусе Каспия" . Правила прокладки газопроводов по дну Каспия по Конвенции предусматривают согласие только соседних стран, а не всех стран Каспийского моря. Туркменистан после подписания соглашения, в частности, заявил, что готов проложить по дну Каспия трубопроводы, которые позволят ей экспортировать свой газ через Азербайджан в Европу по проекту Nabucco. Согласия России, которая ранее настаивала на том, что проект может быть реализован только с позволения всех пяти каспийских государств, теперь больше не требуется.

## Геополитическое значение
По ожиданиям Европейского союза и США, построенный газопровод можно будет использовать для переправки подведённого к Каспийскому морю газа в Азербайджан по дну моря с помощью планируемого к постройке Транскаспийского газопровода, который должен доводить газ до уже действующих Южнокавказского газопровода (Баку — Тбилиси — Эрзрум) и турецкого Трансанатолийского газопровода (Эрзрум — Греция), запитать  Трансадриатический газопровод (Греция — Италия) и стать дополнительным источником наполнения газопровода «Набукко» в Европу.